# 徐星友
徐 星友（じょ せいゆう、1644年（順治元年） - 没年不詳）は、中国清代初期の囲碁の棋士。名は遠。杭州府銭塘県の出身。
黄龍士の弟子となり、康熙初年に周東侯を破り名を挙げた。黄龍士と三子で打った十番の棋譜「血涙篇」が著名となる。康熙末年になって若い程蘭如に敗れて故郷で隠遁する。
著書に『兼山堂弈譜』がある。また徐星友の対局は、当時の棋譜を集めた『寄青霞館弈選』に多く収められている。